# ブイェ
ブイェ（クロアチア語:Buje、イタリア語:Buie）はクロアチア・イストリア半島最西部に位置する町である。2001年現在の人口は5,340人で人口の多くはクロアチア人であるが、39.66%はイタリア系で、イタリア語話者も多い。ブイェは「イストラの歩哨」として知られ、丘の頂上はアドリア海より10km陸地に入った場所にあり、兵士にとっては素晴らしい視界となっていた。ブイェには豊かな歴史があり、生活の跡は先史時代にまでさかのぼる。町はローマ人やスラヴ人の定住から、中世を経て現代は地域の中心として発達しているが、狭い通りや中心部の広場、旧市街の美しいヴェネツィアの強い影響を受けた中世の建物など多くの時代の特徴を保っている。
広場の16世紀にさかのぼるバロック様式の教会はローマ時代の寺院の基礎に建っている。旧市街を守るための石の要塞は現在でも保存されており、丘の上にある旧市街からは周囲の非常に美しい景色が見られ、地中海の植物やぶどう園、オリーブの林で覆われている。旧市街の外側は近代的な街並みが広がり活気がある。第二次世界大戦後、工業や経済、文化的な中心として開発が進んだ。今日では訪問者にイストリア沿岸のリゾートの喧騒から離れた地中海性気候の穏やかな気候で美味しい食べ物と静かな環境を提供している。